# Eyvind Skeie

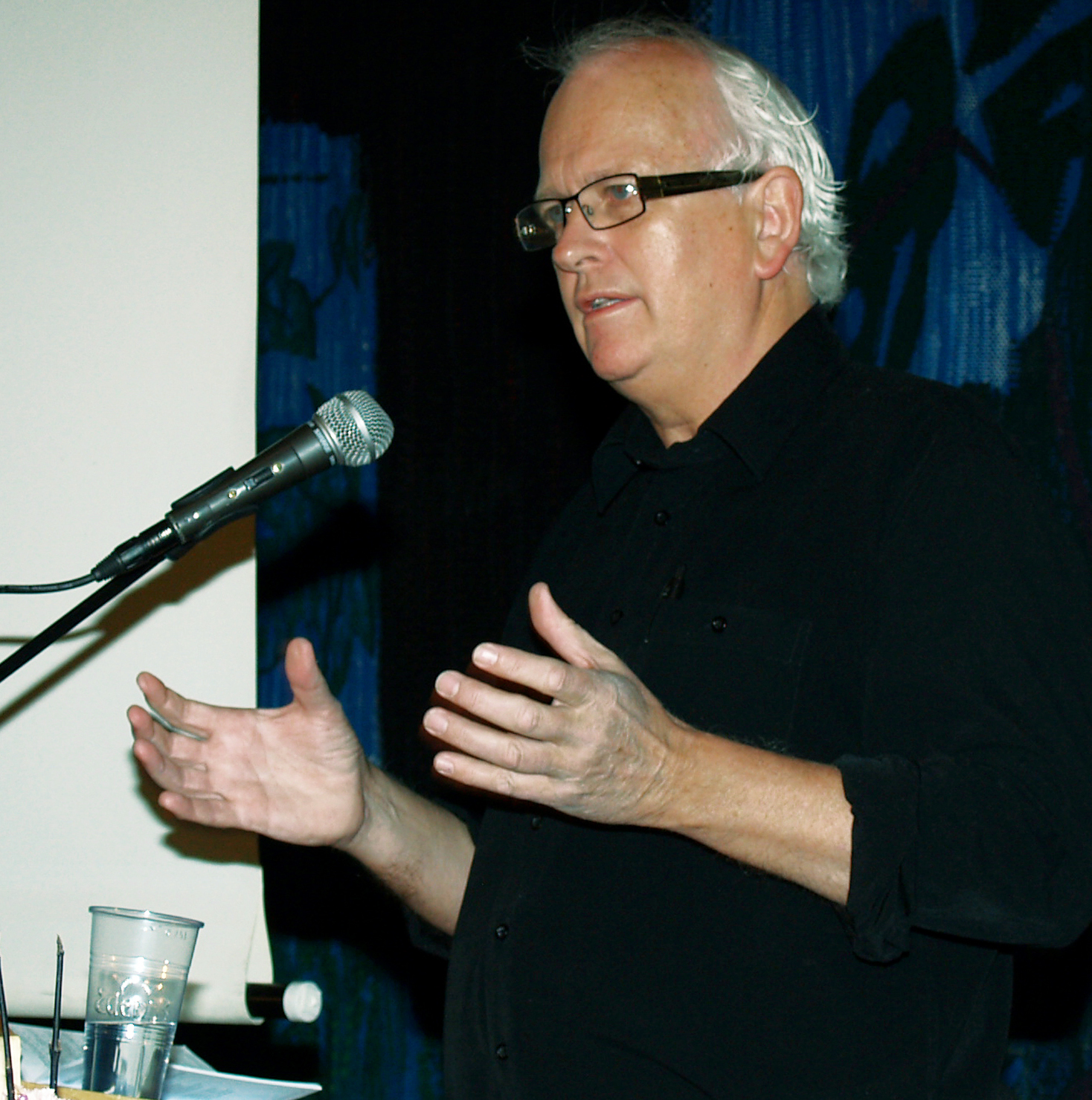
Eyvind Skeie talar under Kyrkomötet 2008

Eyvind Skeie född 5 november 1947, är en norsk präst och författare.
Skeie, som prästvigdes 1974, var komminister i Grønnåsens församling i Tromsø mellan 1975 och 1980, senare anställd inom Kyrkans stadsmission, och därefter komminister i Oslo Domkirke 1984 - 1985. Han har efter det arbetat som författare, psalmdiktare och föredragshållare. 
Han har skrivit flera barnprogram för NRK, bland annat Portveien 2, Sesam Stasjon, facklitteratur, diktsamlingar och berättelser för barn och vuxna. 
Skeie har också haft ett internationellt engagemang. Under en period hade han nära kontakt med miljöer i Azerbajdzjan och deltog i en arkeologisk utgrävning. Han var också med Thor Heyerdahl på resa från Baku till Tbilisi i jakten på Odin. 
En av hans mest kända sånger är En stjerne skinner i natt som är skriven tillsammans med Tore W Aas, och som spelats in av bland andra Oslo Gospel Choir och Carola Häggkvist.